# 5è districte electoral federal de la Ciutat de Mèxic
El 5è Districte Electoral Federal de Ciutat de Mèxic és un dels 300 districtes electorals en els quals es troba dividit el territori de Mèxic i un dels 24 en els quals es divideix Ciutat de Mèxic. La capital del districte és l'alcaldia de Tlalpan.
Des del rearranjament dels districtes de 2005, està format per l'extrem nord de l'Alcaldia de Tlalpan, de la qual ocupa la major part urbana Abasta la zona de Loreto i Peña Pobre, Cuicuilco, Coapa, Acoxpa, Cuemanco, Poble Quiet (Zona d'Hospitals) i el poble de Sant Lorenzo Huipulco

## Divisions anteriors
El districte va sorgir després de la constitució del Congrés Constituent de 1856, amb Miguel Buenrostro com a representant al Constituent i primer representant al Congrés de la Unió per la primera legislatura.

### Divisió de 1978
El maig de 1978, el cinquè districte va passar a englobar les delegacions de Cuauhtémoc i Venustiano Carranza.

### Divisió de 1996
El 1996 va passar a contenir la delegació de Miguel Hidalgo, i la d'Azcapotzalco.

## Diputats pel districte
| Diputat                          | Grup parlamentari   | Legislatura    | Període     |
| -------------------------------- | ------------------- | -------------- | ----------- |
| Miguel Buenrostro                |                     | Constituent    | 1856 - 1857 |
| Miguel Buenrostro                | I                   | 1857 - 1861    |             |
| Sense representació              | Sense representació | II             | 1861 - 1863 |
| Felipe Buenrostro                |                     | III            | 1863 - 1865 |
| Manuel Rojo                      |                     | IV V           | 1867 - 1871 |
| Vacant                           | Vacant              | VI             | 1871 - 1873 |
| Juan José Baz                    |                     | VII            | 1873 - 1875 |
| Vacant                           | Vacant              | VIII           | 1875 - 1878 |
| Pedro Collantes                  |                     | IX             | 1878 - 1880 |
| Vacant                           | Vacant              | X              | 1880 - 1882 |
| Enrique G. Mackintosh            |                     | XI XII         | 1882 - 1886 |
| José Yves Limantour              |                     | XIII XIV XV    | 1886 - 1892 |
| José María Gamboa                |                     | XVI XVII       | 1892 - 1896 |
| Vacant                           | Vacant              | XVIII          | 1896 - 1898 |
| Julio M. Limantour               |                     | XIX XX         | 1898 - 1902 |
| Luis G. Labastida                |                     | XXI XXII XXIII | 1902 - 1908 |
| Julio M. Limantour               |                     | XXIV           | 1908 - 1910 |
| Miguel Lanz Duret                |                     | XXV            | 1910 - 1912 |
| Jorge Vera Estañol               |                     | XXVI           | 1912 - 1914 |
| Félix F. Palavicini              |                     | Constituent    | 1916 - 1917 |
| Ernesto Aguirre Colorado         |                     | XXVII          | 1917 - 1918 |
| Alfredo Rodríguez                | PLN                 | XXVIII         | 1918 - 1920 |
| Jesús M. Garza                   |                     | XXIX           | 1920 - 1922 |
| Luis G. Malváez                  |                     | XXX            | 1922 - 1924 |
| Rafael Martínez de Escobar       |                     | XXXI           | 1924 - 1926 |
| Samuel O. Yudico                 |                     | XXXII          | 1926 - 1928 |
| Arturo de Saracho Valenzuela     | PO                  | XXXIII         | 1928 - 1930 |
| Ismael Salas                     |                     | XXXIV          | 1930 - 1932 |
| Vicente L. Benéitez              |                     | XXXV           | 1932 - 1934 |
| Víctor Fernández Manero          |                     | XXXVI          | 1934 - 1937 |
| Francisco Sotomayor Ruiz         |                     | XXXVII         | 1937 - 1940 |
| Carlos M. Orlaineta              |                     | XXXVIII        | 1940 - 1943 |
| J. Leonardo Flores Vázquez       |                     | XXXIX          | 1943 - 1946 |
| Leobardo Wolstano Pineda         |                     | XL             | 1946 - 1949 |
| J. Leonardo Flores Vázquez       |                     | XLI            | 1949 - 1952 |
| José María Ruiz Zavala           |                     | XLII           | 1952 - 1955 |
| Alfonso Sánchez Madariaga        |                     | XLIII          | 1955 - 1958 |
| José María Ruiz Zavala           |                     | XLIV           | 1958 - 1961 |
| Agustín Vivanco Miranda          |                     | XLV            | 1961 - 1964 |
| Everardo Gamiz Fernández         |                     | XLVI           | 1964 - 1967 |
| Gilberto Aceves Alcocer          |                     | XLVII          | 1967 - 1970 |
| Raúl Gómez Pedroso Suzán         |                     | XLVIII         | 1970 - 1973 |
| Hilario Punzo Morales            |                     | XLIX           | 1973 - 1976 |
| Miguel Molina Herrera            |                     | L              | 1976 - 1979 |
| Juan Araiza Cabrales             |                     | LI             | 1979 - 1982 |
| Miguel Ángel Morado Garrido      |                     | LII            | 1982 - 1985 |
| Rafael de Jesús Lozano Contreras |                     | LIII           | 1985 - 1988 |
| Ramón Choreño Sánchez            |                     | LIV            | 1988 - 1991 |
| Filiberto Paniagua García        |                     | LV             | 1991 - 1994 |
| Francisco Martínez Rivera        |                     | LVI            | 1994 - 1997 |
| Fernando Hernández Mendoza       |                     | LVII           | 1997 - 2000 |
| Jesús López Sandoval             |                     | LVIII          | 2000 - 2003 |
| Francisco Javier Carrillo        |                     | LIX            | 2003 - 2006 |
| Maricela Contreras Julián        |                     | LX             | 2006 - 2009 |
| César González Madruga           |                     | LXI            | 2009 - 2012 |
| José Antonio Hurtado Gallegos    |                     | LXII           | 2012 - 2015 |
| Patricia Elena Aceves Pastrana   |                     | LXIII          | 2015 - 2018 |
| Claudia López Rayón              |                     | LXIV           | 2018 - 2021 |
| Karla Ayala Villalobos           |                     | LXV            | 2021 -      |

## Resultats electorals

### 2021
| Eleccions federals de 2021         | Eleccions federals de 2021                   | Eleccions federals de 2021 | Eleccions federals de 2021   | Eleccions federals de 2021 | Eleccions federals de 2021 |
| Partit/Aliança                     | Partit/Aliança                               | Candidat                   | Candidat                     | Vots                       | Percentatge                |
| ---------------------------------- | -------------------------------------------- | -------------------------- | ---------------------------- | -------------------------- | -------------------------- |
|                                    | Coalició Va per Mèxic(PRI, PA, PRD)          |                            | Karla Ayala Villalobos       | 68,232                     | 46,4773%                   |
|                                    | Coalició Junts Fem Història(Bruna, PT, PVEM) |                            | Claudia López Rayón          | 53,910                     | 36,7216%                   |
|                                    | Moviment Ciutadà                             |                            | Lied Castelia Miguel Jaimes  | 11,194                     | 7,6249%                    |
|                                    | Força per Mèxic                              |                            | Eliseo Moyao Morals          | 6,636                      | 4,5202%                    |
|                                    | Partida Trobada Solidària                    |                            | Mishel Ivan Barrientos Prado | 1,658                      | 1,1293%                    |
|                                    | Xarxes Socials Progressistes                 |                            | Lucia González Liborio       | 989                        | 0,6736%                    |
|                                    | No registrats                                | No registrats              | No registrats                | 193                        | 0,1314%                    |
|                                    | Nuls                                         | Nuls                       | Nuls                         | 3,995                      | 2,7212%                    |
| Total                              | Total                                        | Total                      | Total                        | 146,807                    | 100,00 %                   |
| Font: Institut Nacional Electoral. |                                              |                            |                              |                            |                            |

### 2018
| Eleccions federals de 2018         | Eleccions federals de 2018            | Eleccions federals de 2018 | Eleccions federals de 2018         | Eleccions federals de 2018 | Eleccions federals de 2018 |
| Partit/Aliança                     | Partit/Aliança                        | Candidat                   | Candidat                           | Vots                       | Percentatge                |
| ---------------------------------- | ------------------------------------- | -------------------------- | ---------------------------------- | -------------------------- | -------------------------- |
|                                    | Junts Farem Història (Bruna, PT, PES) |                            | Claudia López Rayón                | 65,542                     | 49,4873%                   |
|                                    | Per Mèxic al capdavant(PA, PRD, MC)   |                            | Lorda Valdéz Cuevas                | 39,447                     | 29,7843%                   |
|                                    | Partit Revolucionari Institucional    |                            | Francisco Ramón Vassallo Domínguez | 13,189                     | 9,9583%                    |
|                                    | Partit Verd Ecologista de Mèxic       |                            | Luis Guzmán Aguirre                | 6,850                      | 5,1720%                    |
|                                    | Partit Nova Aliança                   |                            | Hugo Parra Silva                   | 2,343                      | 1,7690%                    |
|                                    | No registrats                         | No registrats              | No registrats                      | 128                        | 0,0966%                    |
|                                    | Nuls                                  | Nuls                       | Nuls                               | 4,943                      | 3,7321%                    |
| Total                              | Total                                 | Total                      | Total                              | 132,442                    | 100,00%                    |
| Font: Institut Nacional Electoral. |                                       |                            |                                    |                            |                            |

### 2009
| Eleccions federals de 2009        | Eleccions federals de 2009                | Eleccions federals de 2009 | Eleccions federals de 2009       | Eleccions federals de 2009 | Eleccions federals de 2009 |
| Partit/Aliança                    | Partit/Aliança                            | Candidat                   | Candidat                         | Vots                       | Percentatge                |
| --------------------------------- | ----------------------------------------- | -------------------------- | -------------------------------- | -------------------------- | -------------------------- |
|                                   | Partit Acció Nacional                     |                            | César Daniel González Madruga    | 32,953                     | 29,72%                     |
|                                   | Partit Revolucionari Institucional        |                            | Laura Elena Arellano Gilmore     | 18,308                     | 16,51%                     |
|                                   | Partit de la Revolució Democràtica        |                            | Fernando Pérez Rodríguez         | 18,858                     | 17,01%                     |
|                                   | Partit Verd Ecologista de Mèxic           |                            | Jaime Didier Aguilar Cortazar    | 8,557                      | 7,72%                      |
|                                   | Coalició Salvem a Mèxic(PT, Convergència) |                            | Gilberto Gálvez López            | 11,876                     | 10,71%                     |
|                                   | Partit Nova Aliança                       |                            | Virgina Osnaya Esquivel          | 2,870                      | 2,59%                      |
|                                   | Partit Socialdemòcrata                    |                            | José Raymundo Hernández Espinosa | 2,352                      | 2,12%                      |
|                                   | No registrats                             | No registrats              | No registrats                    | 883                        | 0,80%                      |
|                                   | Nuls                                      | Nuls                       | Nuls                             | 14,226                     | 12,83%                     |
| Total                             | Total                                     | Total                      | Total                            | 110,883                    | 100,00%                    |
| Font: Institut Federal Electoral. |                                           |                            |                                  |                            |                            |

### 2006
| Eleccions federals de 2006        | Eleccions federals de 2006                      | Eleccions federals de 2006 | Eleccions federals de 2006   | Eleccions federals de 2006 | Eleccions federals de 2006 |
| Partit/Aliança                    | Partit/Aliança                                  | Candidat                   | Candidat                     | Vots                       | Percentatge                |
| --------------------------------- | ----------------------------------------------- | -------------------------- | ---------------------------- | -------------------------- | -------------------------- |
|                                   | Partit Acció Nacional                           |                            | Bernardo León Olea           | 59,089                     | 34,15%                     |
|                                   | Aliança per Mèxic (PRI, PVEM)                   |                            | Bernardo Hernández Campos    | 20,583                     | 11,90%                     |
|                                   | Coalició Pel Bé de Tots (PRD, PT, Convergència) |                            | Maricela Contreras Julián    | 76,302                     | 44,10%                     |
|                                   | Nova Aliança                                    |                            | Pedro Arturo Aguirre Ramírez | 7,249                      | 4,19%                      |
|                                   | Partit Alternativa Socialdemòcrata i Pagesa     |                            | Ángel Antonio Villegas       | 6,961                      | 4,02%                      |
|                                   | No registrats                                   | No registrats              | No registrats                | 302                        | 0,17%                      |
|                                   | Nuls                                            | Nuls                       | Nuls                         | 2,532                      | 1,46%                      |
| Total                             | Total                                           | Total                      | Total                        | 173,018                    | 100,00%                    |
| Font: Institut Federal Electoral. |                                                 |                            |                              |                            |                            |